# 堂真理子
堂真理子（1981年9月21日—）是日本朝日電視台播報員。東京都出身。血型A型。

## 人物
- 自13歳起5年之間，曾待過瑞士蘇黎世，為歸國子女。
- 桐朋女子高等學校→青山學院大學文學部英美文學科畢業。2004年4月，進入朝日電視臺擔任播報員。
- 傳播媒體就職活動的方法，在青山學院大學的入學簡介中有介紹。
- 入社的同時被提拔為「Music Station」第8代助理主持人。
- 入社第3年2006年4月起，擔任朝日電視台晨間看板新聞節目之工作，開始早上進行工作。
- 比較容易發生錯誤的是名字的羅馬拼音字標記不是「DOU」應為「DO」。
- 持有普通汽車駕照、日本漢字能力檢定3級、實用英語技能檢定準1級等資格。TOEIC890分。
- 喜歡的歌手是Mr.Children的櫻井和壽，首次買的CD據說也是Mr.Children。
- 在學生時代起就是妻夫木聰的影迷。
- 理想的男性類型是大方、笑容可愛的人。
- 視力不良使用隱形眼鏡。
- 在2007年1月12日的MUSIC STATION，塔摩利說過「希望堂主播變得更性感！」，自此以後似乎也有意識到此事。

## 軼事
- 擔任Music Station的第二回時，將演出者布袋寅泰的名字叫錯為，遭到來自歌迷的責難。之後，布袋於自己的公式網站有寫後續的回應。
- 於新人時代，在參與「3（台譯：辣妹圍裙）」演出的時候，因為泡芙的麵糊燒焦，出現了在錄影中哭泣而前輩武内繪美播報員在一旁安慰的場面（來賓伊集院光給予嚴酷的評價，評語是「離朝日電視台還有一點距離（テレ朝一歩手前）」）
- 在深夜綜藝節目草野☆キッド中，於｢●野仁｣的●要寫｢草｣或｢只｣這個企畫中，曾發生寫｢只｣這件事。同節目也曾發生有妹妹菜保子代理主持情形。
- 在06年1月17日播送的中之企畫，附有簽名的夾克在慈善Yahoo!拍賣中以12萬7500元日幣賣出。
- 為了晨間節目必須於週一至週四1時30分起床，因為有時單靠自己無法起床，因而需靠同居的妹妹幫忙。
- 在Music Station中，談到今井翼的中文語音為「（日文音近男性生殖器官之意）」時，曾發生主持人塔摩利催促她講出的發言。
- 在voice5(05年9月10～11日)中預定演出女子高中生但與總選舉的日程重疊而終止，但於中有披露制服的造型。
- 在voice5 Returns (06年9月23～24日)中演出總理大臣秘書，但卻以女僕服造型演出。
- 在同劇的記者會，與武内繪美、河野明子3人是結婚禮服的造型。
- 在06年11月與西尾由佳理（日本電視臺播報員）、竹内香苗（TBS播報員）共同為ザテレビジョン的封面。
- 作為DVD「幻」中的特典影像，收錄有未公開影像拳擊等七變化。

## 現在擔任之節目
- - 2005年4月5日-
- 1部（周一、周二）- （2007年10月1日-2007年12月25日 / 2008年3月31日-）、（周一-周三）（2008年1月7日-2008年3月26日）
- ナニコレ珍百景- 2008年1月23日-
- News Access（BS朝日、不定期）

## 過去擔任之節目
- （週一～週四）（2006年4月 - 2006年5月）
- （不定期　～2006年3月）
- News Access（BS朝日、不定期）
- Mini Sute- （2004年4月-2008年9月5日）
- Music Station- （2004年4月 - 2008年9月12日）

## DVD演出
-{*完売劇場 INSIGHT
- 草野☆キッド Vol.1 「変」
- 草野☆キッド Vol.2 「幻」
- 草野☆キッド Vol.3 「自」
- 草野☆キッド Vol.4 「在」

}-

## 雜誌連載
- （2004年6月號 - 2005年3月號、全10回）

## 同期播報員
- 佐佐木亮太
- 上宮菜菜子

## 關連項目
- 朝日電視臺
- 日本播報員一覽

## 外部連結
- 朝日電視臺官方網頁 （页面存档备份，存于）
- Music Station Blog・
- http://www.tv-asahi.co.jp/announcer/special/newface2004/body.html （页面存档备份，存于）